# Antônio de Supraśl
Santo Antônio de Supraśl (em polonês/polaco: Antoni Supraski), foi um monge e mártir ruteno, hoje venerado pela Igreja Ortodoxa Polonesa.

## Biografia
Antônio nasceu no território do Grão-Ducado da Lituânia em uma família ortodoxa, embora sua classe social e seu nome civil permaneçam desconhecidos. De acordo com a tradição, em sua juventude era conhecido por seu caráter irritadiço e violento, tendo por fim matado um homem em uma briga de bar. Desejando expiar este pecado, entrou no Mosteiro Ortodoxo de Supraśl em algum momento antes de 1506, onde recebeu o nome de Antônio.
Considerando sua penitência insuficiente, o monge pediu permissão a seu abade para ir a um país muçulmano, onde poderia receber o martírio, o que lhe foi recusado. Antônio só tinha recebido permissão para ir ao Monte Atos, onde fez seus votos de Grande Schema e tomou o nome Onofre. Ele foi subsequentemente à antes Igreja do Aquiropeto, em Tessalônica, que havia sido convertido em uma mesquita, e começou a rezar provocativamente. Ele foi preso, sendo exigido pelo cádi que se convertesse ao Islã, o que o monge recusou consistentemente, atacando a religião. Finalmente, foi condenado a ser queimado na fogueira. Indo para o local de execução, continuou a denunciar o Islã, e mesmo cuspiu no rosto de um dos guardas, no que foi fatalmente atingido por um bastão. Seu corpo foi subsequentemente queimado.